# Torricella del Pizzo
Torricella del Pizzo – miejscowość i gmina we Włoszech, w regionie Lombardia, w prowincji Cremona.
Według danych na rok 2004 gminę zamieszkiwało 721 osób, 30 os./km².